# Storm Model Management
Storm Model Management ist eine Modelagentur, die im Londoner Stadtteil Chelsea ansässig ist.

## Organisation
Storm Model Management wurde 1987 gegründet durch Sarah Doukas, mit Hilfe der finanziellen Unterstützung von Richard Branson, der dafür im Gegenzug eine 50 % Teilhaberschaft erhielt.
2002 konnte Doukas ihrem Geschäftspartner Richard Branson die Anteile abkaufen.

2009 verkaufte Doukas die Anteilsmehrheit der Modelagentur an Simon Fullers Firma 19 Entertainment Ltd., betreibt aber zusammen mit ihrem Bruder Simon Chambers weiterhin die Geschäfte.

## Vertretene Models (Auswahl)
- Monica Bellucci
- Carla Bruni
- Michael Bublé
- Alexa Chung
- Cindy Crawford
- Cat Deeley
- Jourdan Dunn
- Eva Herzigová
- Taylor Marie Hill
- Karolína Kurková
- Iris Mittenaere
- Anita Pallenberg
- Andreja Pejić
- Behati Prinsloo
- Kitty Spencer
- Emma Watson
- Alek Wek
- Liu Wen
- Holly Willoughby
- Maureen Wroblewitz